# Elkhorn (Kalifornia)
Elkhorn – jednostka osadnicza w Stanach Zjednoczonych, w stanie Kalifornia, w hrabstwie Monterey.